# Иловик
Иловик (хорв. Ilovik) — остров в Адриатическом море, в северной части Хорватии. Административно относится к городу Мали-Лошинь Приморско-Горанской жупании.

## Общие сведения
Площадь острова — 5,51 км². Длина береговой линии — 14,091 км. Самая высокая вершина — холм Дид (92 м). Севернее Иловика лежит остров Лошинь и безлюдные Козяк и Свети-Петар. Иловик и Свети-Петар разделяет канал длиной 2,5 км и шириной 300 м.

## Растительность
Остров богат средиземноморской растительностью. Здесь есть вечнозеленые леса, оливковые рощи, поля. Растут также олеандры, пальмы, встречаются двухсотлетние эвкалипты. Иловик часто называют «островом цветов».

## Население
Население острова — 104 человек (2001). Населенный пункт — Иловик.

## Экономика
Население острова Иловик занимается в основном земледелием, овцеводством, рыболовством и туризмом.